# Moto Guzzi Bellagio-serie

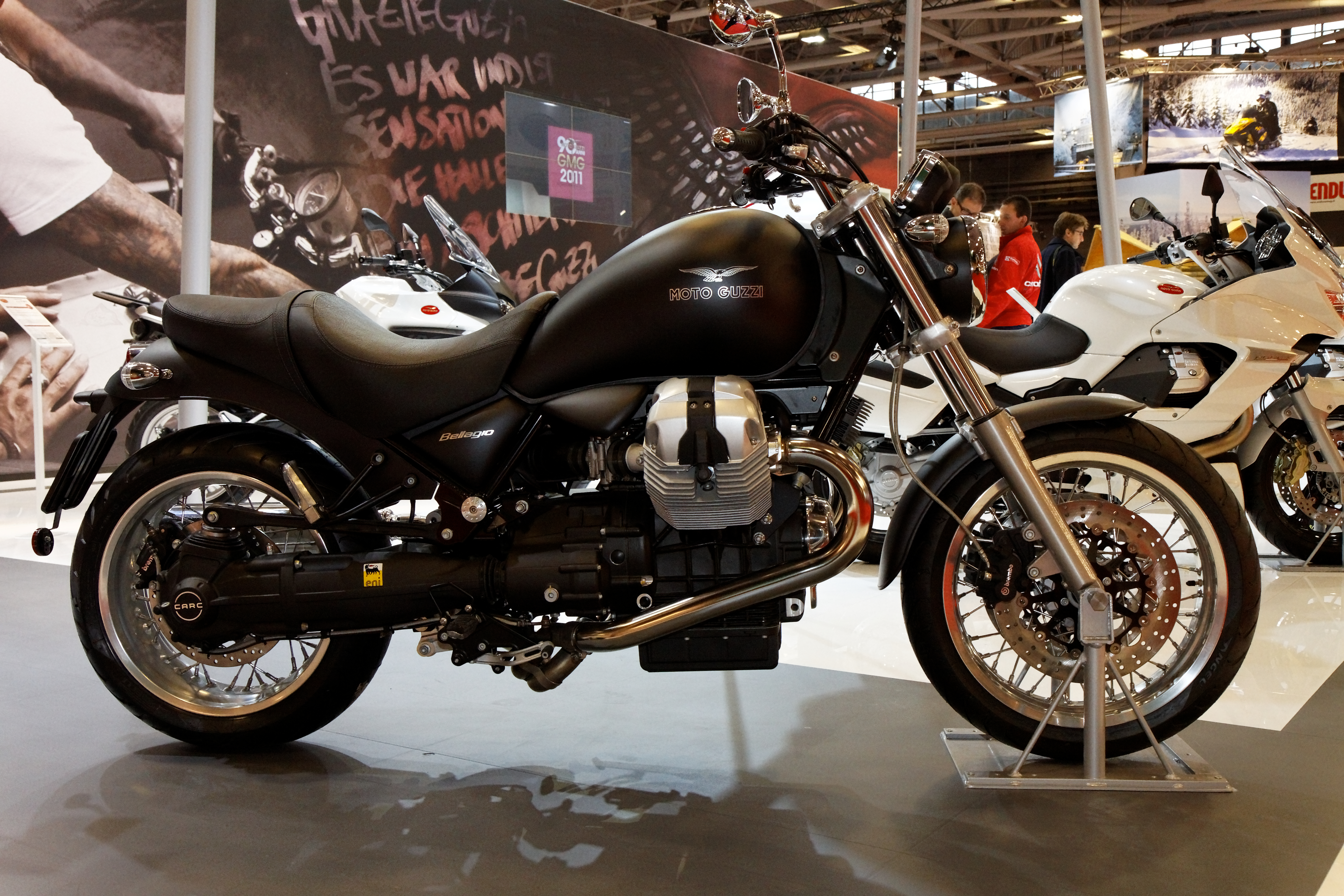
940 Bellagio Aquila Nera

De Moto Guzzi 940 Bellagio is een motorfietsmodel van Moto Guzzi. Hij werd geïntroduceerd in 2007.

## Voorgeschiedenis
Moto Guzzi is eigendom geweest van Aprila, maar eind 2004 overgenomen door Piaggio. Dat betekende een einde aan de financiële problemen en daardoor werd het mogelijk nieuwe modellen te ontwikkelen en te produceren die meer aansloten bij de kwaliteitseisen van de tijd, de wensen van de klanten én die voldeden aan de emissie-eisen. Voor custom liefhebbers leverde men al enkele versies van de Moto Guzzi California, zoals de Jackal en de Stone en daarnaast de Nevada 750. Die maakten nog gebruik van "oude" techniek en er was behoefte aan een niet al te zware, sportieve custom, vooral als concurrentie voor de Harley-Davidson Sportster.

## 940 Bellagio
De Bellagio was erg stijlvol en vlot ontworpen, bijna helemaal matzwart gespoten en voorzien van een drag bar stuur, een twee-in-één uitlaatsysteem en klassieke tellers. Het sportieve aspect werd bereikt door de toepassing van achteruit staande voetsteunen, het sportieve duozadel, de kleine richtingaanwijzers en de CARC-enkelzijdige achterwielophanging. De aanval op de Amerikaanse markt was duidelijk, want de Bellagio had zowel kilometers als mijlen op de snelheidsmeter staan.

### Motor
De motor was een luchtgekoelde 90° V-twin die speciaal voor de Bellagio was gebouwd, want men had geen andere modellen in met een cilinderinhoud van 936 cc. Het carter was horizontaal gedeeld. De kleppen werden bediend door stoterstangen en tuimelaars vanaf een enkele nokkenas die boven de krukas lag. Er waren twee bougies per cilinder gemonteerd. De wisselstroomdynamo zat aan de voorkant van de krukas. Er was een Marelli Multipoint injectiesysteem toegepast met 40 mm gasklephuizen. Met 75 pk was de motor zelfs sterker dan die van de XL 1200 R Sportster. Om aan 75 pk te komen moest een "Harley liefhebber" zelfs een 1584 cc Street Bob aanschaffen.

### Aandrijflijn
De Bellagio had een enkelvoudige droge plaatkoppeling en zes versnellingen. De secundaire aandrijving verliep via een cardanas, die was geïntegreerd in de CARC-wielophanging.

### Rijwielgedeelte
De Bellagio had een stalen brugframe dat over het blok liep. Blok en versnellingsbak waren dragend. De voorvork was een conventionele Marzocchi 45 mm telescoopvork en achter was de CARC enkelzijdige wielophanging met monovering toegepast. De wielen waren aluminium Takagaso spaakwielen. In het voorwiel waren twee zwevende remschijven van 320 mm toegepast, achter zat een enkele 282 mm schijf. Er waren stalen remleidingen gebruikt. Aan de linkerkant zat een verchroomde twee-in-één-in-twee uitlaat.

## 940 Bellagio Aquila Nera
In 2010 verscheen een hele serie Aquila Nera (zwarte arend) motorfietsen die in matzart was uitgevoerd. Dit waren de Bellagio Aquila Nera, de California 1100 Aquila Nera en de Nevada 750 Aquila Nera. Alle modellen waren "kaal" uitgevoerd, met een minimum aan beugels, chroom en accessoires.

## Technische gegevens
| Moto Guzzi           | 940 Bellagio                                 | 940 Bellagio Aquila Nera                     |
| -------------------- | -------------------------------------------- | -------------------------------------------- |
| Periode              | 2007-                                        | 2010-                                        |
| Categorie            | cruiser                                      | cruiser                                      |
| Motortype            | kopklepmotor                                 | kopklepmotor                                 |
| Bouwwijze            | Langsgeplaatste 90° V-twin                   | Langsgeplaatste 90° V-twin                   |
| boring               | 95 mm                                        | 95 mm                                        |
| slag                 | 66 mm                                        | 66 mm                                        |
| Cilinderinhoud       | 935,6 cc                                     | 935,6 cc                                     |
| Brandstofvoorziening | Marelli Multipoint injectie                  | Marelli Multipoint injectie                  |
| Ontsteking           | elektronisch                                 | elektronisch                                 |
| Compressieverhouding | 10:1                                         | 10:1                                         |
| Max. vermogen        | 75 pk bij 7.200 tpm                          | 75 pk bij 7.200 tpm                          |
| Aandrijving          | cardanas                                     | cardanas                                     |
| Koppeling            | enkelvoudige droge plaatkoppeling            | enkelvoudige droge plaatkoppeling            |
| Versnellingen        | zes                                          | zes                                          |
| Rijwielgedeelte      | brugframe                                    | brugframe                                    |
| Wielbasis            | 1570 mm                                      | 1570 mm                                      |
| Vering vóór          | 45 mm Marzocchi telescoopvork                | 45 mm Marzocchi telescoopvork                |
| Vering achter        | CARC met enkele schokdemper                  | CARC met enkele schokdemper                  |
| Banden               | voor 120/70 × 18", achter 180/55 × 17"       | voor 120/70 × 18", achter 180/55 × 17"       |
| Rem(men)             | voor twee schijfremmen, achter één schijfrem | voor twee schijfremmen, achter één schijfrem |
| gewicht              | 224 kg droog                                 | 224 kg droog                                 |
| Tankinhoud           | 19 liter                                     | 19 liter                                     |